# 133–139 Nethergate

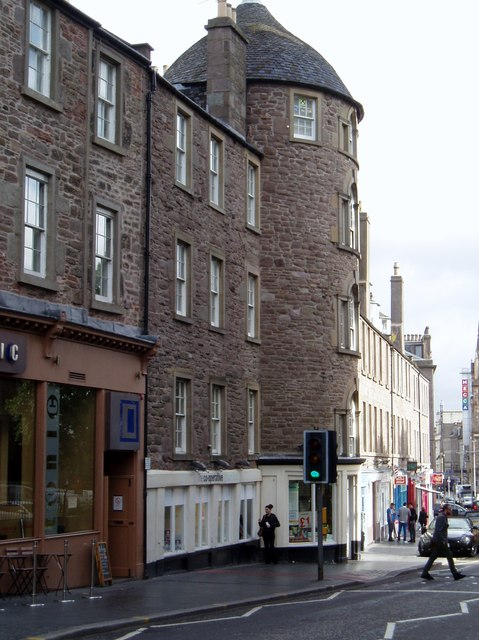
133–139 Nethergate

Unter der Adresse 133–139 Nethergate in der schottischen Stadt Dundee in der gleichnamigen Council Area befindet sich ein Wohn- und Geschäftsgebäude. 1965 wurde das Bauwerk in die schottischen Denkmallisten in der höchsten Denkmalkategorie A aufgenommen.

## Geschichte
Vermutlich befand sich am Standort ein Vorgängerbauwerk, von dem Fragmente in die heutige Struktur integriert wurden. Das Gebäude wurde um 1794 für Daniel Morgan erbaut. Im frühen 19. Jahrhundert wurde es erweitert. Im Jahre 1990 wurde das Gebäude für die Cleghorn Housing Association restauriert.

## Beschreibung
Das vierstöckige Gebäude steht an der Nethergate am Westrand des Stadtzentrums von Dundee. Schräg gegenüber steht das Nethergate House. Es ist im Stile Samuel Bells gestaltet. Das Mauerwerk besteht aus Bruchstein. Am im frühen 19. Jahrhundert ergänzten Gebäudeteil wurde hingegen grob zu Quadern behauener Bruchstein verwendet. Im Erdgeschoss sind Ladengeschäfte eingerichtet, während in den Obergeschossen Wohnungen zu finden sind. Rechts tritt der gerundete Morgan Tower aus der Fassade heraus. Dort schließen die flächigen Schaufenster mit einem Gesimse. Darüber sind vier venezianische Fenster eingelassen, von denen die Seitenfenster des obersten blind sind. Entlang der restlichen Fassade sind zwölfteilige Sprossenfenster verbaut. Das abschließende Dach ist mit grauem Schiefer eingedeckt.